# Прескотт (Арканзас)
Прескотт (англ. Prescott) — місто (англ. city) в США, в окрузі Невада штату Арканзас. Населення — 3101 особа (2020).

## Географія
Прескотт розташований за координатами 33°48′16″ пн. ш. 93°23′28″ зх. д. / 33.80444° пн. ш. 93.39111° зх. д. (33.804320, -93.391207).  За даними Бюро перепису населення США в 2010 році місто мало площу 16,99 км², з яких 16,87 км² — суходіл та 0,12 км² — водойми.

### Клімат
| Клімат : Прескотт                                                        | Клімат : Прескотт | Клімат : Прескотт | Клімат : Прескотт | Клімат : Прескотт | Клімат : Прескотт | Клімат : Прескотт | Клімат : Прескотт | Клімат : Прескотт | Клімат : Прескотт | Клімат : Прескотт | Клімат : Прескотт | Клімат : Прескотт | Клімат : Прескотт |
| Показник                                                                 | Січ.              | Лют.              | Бер.              | Квіт.             | Трав.             | Черв.             | Лип.              | Серп.             | Вер.              | Жовт.             | Лист.             | Груд.             | Рік               |
| Абсолютний максимум, °C                                                  | 28,3              | 31,1              | 33,9              | 34,4              | 37,8              | 42,2              | 44,4              | 44,4              | 43,3              | 38,9              | 30,6              | 27,2              | 36,4              |
| Середній максимум, °C                                                    | 10,6              | 14,4              | 19,4              | 23,9              | 27,8              | 31,1              | 33,3              | 33,3              | 29,4              | 24,4              | 17,2              | 12,2              | 23,1              |
| Середній мінімум, °C                                                     | −1,1              | 1,1               | 5,6               | 9,4               | 15,0              | 19,4              | 21,1              | 20,6              | 17,2              | 10,6              | 4,4               | 0,6               | 10,3              |
| Абсолютний мінімум, °C                                                   | −20               | −18,3             | −11,7             | −2,2              | 2,2               | 10,0              | 12,8              | 11,1              | 2,2               | −2,8              | −10,6             | −17,8             | −3,8              |
| Норма опадів, мм                                                         | 108               | 103               | 128               | 126               | 131               | 119               | 108               | 80                | 110               | 127               | 150               | 141               | 1431              |
| ------------------------------------------------------------------------ | ----------------- | ----------------- | ----------------- | ----------------- | ----------------- | ----------------- | ----------------- | ----------------- | ----------------- | ----------------- | ----------------- | ----------------- | ----------------- |
| Джерело: http://www.intellicast.com/Local/History.aspx?location=USAR0470 |                   |                   |                   |                   |                   |                   |                   |                   |                   |                   |                   |                   |                   |

## Демографія
Згідно з переписом 2010 року, у місті мешкало 3296 осіб у 1322 домогосподарствах у складі 873 родин. Густота населення становила 194 особи/км².  Було 1584 помешкання (93/км²). 
Расовий склад населення:
| - 49,9 % — чорних або афроамериканців - 46,3 % — білих - 0,3 % — корінних американців - 0,1 % — азіатів - 1,7 % — осіб інших рас |

До двох чи більше рас належало 1,7 %. Іспаномовні складали 2,9 % від усіх жителів.
За віковим діапазоном населення розподілялося таким чином: 25,5 % — особи молодші 18 років, 57,5 % — особи у віці 18—64 років, 17,0 % — особи у віці 65 років та старші. Медіана віку мешканця становила 38,7 року. На 100 осіб жіночої статі у місті припадало 84,4 чоловіків;  на 100 жінок у віці від 18 років та старших — 78,7 чоловіків також старших 18 років.
Середній дохід на одне домашнє господарство  становив 40 481 долар США (медіана — 26 220), а середній дохід на одну сім'ю — 52 296 доларів (медіана — 27 112). Медіана доходів становила 42 846 доларів для чоловіків та 23 220 доларів для жінок. За межею бідності перебувало 38,1 % осіб, у тому числі 65,2 % дітей у віці до 18 років та 18,5 % осіб у віці 65 років та старших.
Цивільне працевлаштоване населення становило 1087 осіб. Основні галузі зайнятості: освіта, охорона здоров'я та соціальна допомога — 35,5 %, виробництво — 19,9 %, оптова торгівля — 8,3 %, мистецтво, розваги та відпочинок — 6,3 %.
За даними перепису населення 2000 року в Прескотті проживало 3686 осіб, 912 сімей, налічувалося 1421 домашнє господарство. Середня густота населення становила близько 218,3 людини на один квадратний кілометр. Расовий склад Прескотта за даними перепису розподілився таким чином: 53,31 % білих, 44,49 % — чорних або афроамериканців, 0,38 % — корінних американців, 1,17 % — представників змішаних рас. Іспаномовні склали 1,76 % від усіх жителів міста.
З 1421 домашніх господарств в 32,1 % — виховували дітей віком до 18 років, 41,6 % представляли собою подружні пари, які спільно проживали, в 19,5 % сімей жінки проживали без чоловіків, 35,8 % не мали сімей. 33,6 % від загального числа сімей на момент перепису жили самостійно, при цьому 18,4 % склали самотні літні люди у віці 65 років та старше. Середній розмір домашнього господарства склав 2,39 людини, а середній розмір родини — 3,05 людини.
Населення міста за віковим діапазоном за даними перепису 2000 року розподілилося таким чином: 25,7 % — жителі молодше 18 років, 8,5 % — між 18 і 24 роками, 26,7 % — від 25 до 44 років, 20,3 % — від 45 до 64 років і 18,7 % — у віці 65 років та старше. Середній вік мешканця склав 37 років. На кожні 100 жінок у Прескотті припадало 85,7 чоловіки, у віці від 18 років та старше — 79,5 чоловіки також старше 18 років.
Середній дохід на одне домашнє господарство в місті склав 21 612 доларів США, а середній дохід на одну сім'ю — 28 665 доларів. При цьому чоловіки мали середній дохід в 27 384 доларів США на рік проти 17 289 доларів середньорічного доходу у жінок. Дохід на душу населення в місті склав 11 515 доларів на рік. 27,5 % від усього числа сімей в населеному пункті і 32,5 % від усієї чисельності населення перебувало на момент перепису населення за межею бідності, при цьому 38,7 % з них були молодші 18 років і 39,6 % — у віці 65 років та старше.